# ۱۲۳۸ (میلادی)

## رویدادها
- زمین‌لرزه گناباد. در حدود سال ۶۳۵ ق زمینلرزه ویرانگری در گناباد روی داد.